# هی پوینت (کوئینزلند)
هی پوینت (به انگلیسی: Hay Point) یک شهرک در استرالیا است که در کوئینزلند واقع شده‌است.